# Гидирование
Гидирование — точное позиционирование телескопа по опорным звёздам, необходимое, наряду с компенсацией суточного вращения Земли, для астрофотографии и других задач оптической астрономии. Может выполняться вручную либо автоматически.

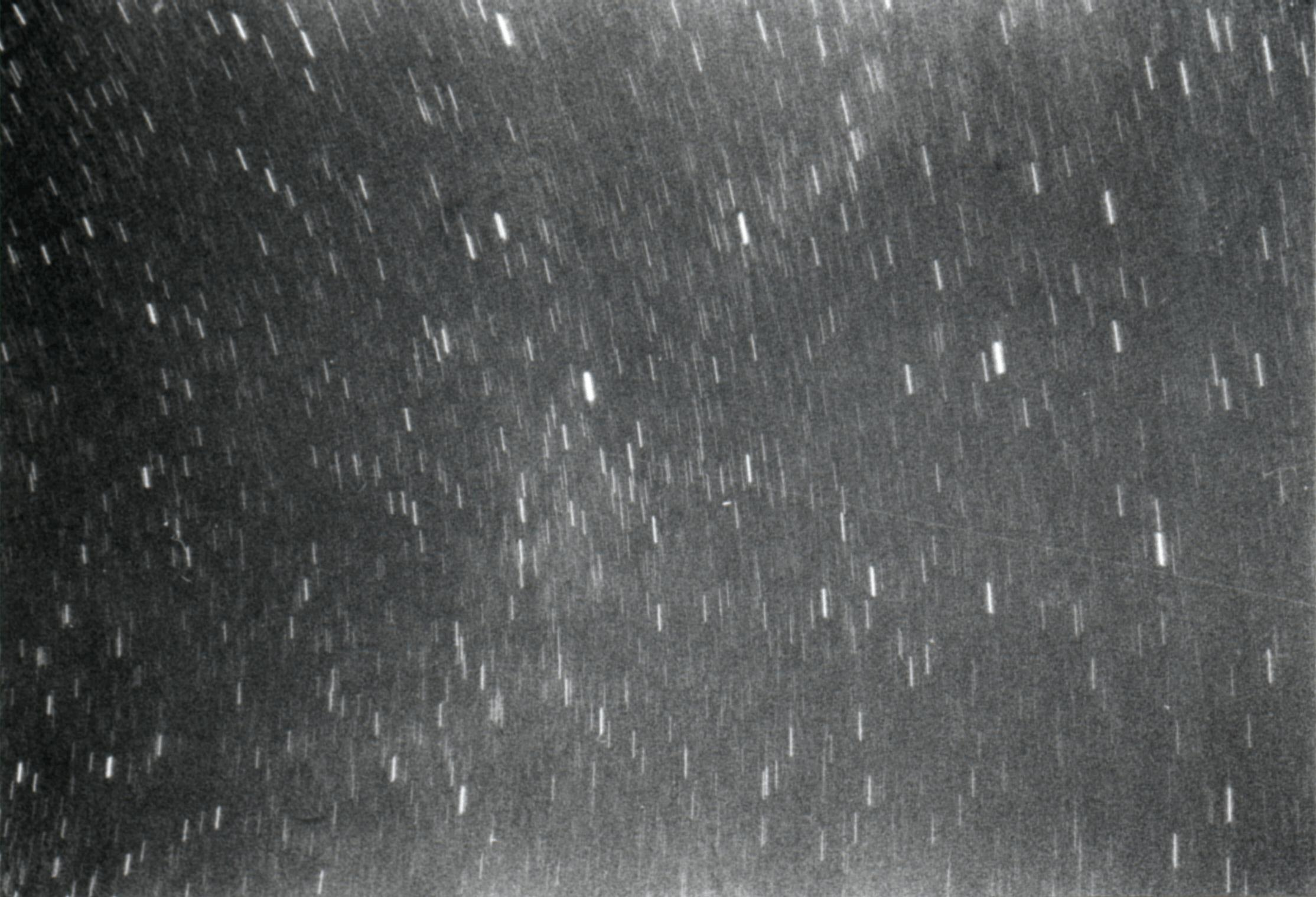
Фотография звёздного неба без компенсации суточного вращения Земли

Для астрофотографии характерны длительные выдержки (достигающие десятков минут). За счёт вращения небесной сферы видимое положение астрономических объектов за это время успевает существенно измениться, из-за чего изображения этих объектов на фотографии получаются дугообразными. Для компенсации этого эффекта используются механизмы, поворачивающие телескоп в экваториальной плоскости со скоростью, равной скорости вращения Земли.

Анимация показывает искажения, возникающие при отсутствии гидирования (увеличьте изображение для большей наглядности)

Тем не менее, неточности в изготовлении телескопа и компенсирующего механизма, неточность выставления полярной оси для экваториальной монтировки, влияние атмосферной рефракции и собственного движения небесных тел приводит к смещению изображения даже в условиях компенсации суточного вращения. Для астрофотографии же необходимо удержание изображения в неподвижном положении на протяжении всего времени экспозиции.
Для этого ошибки ведения компенсируются (доворотом телескопа, смещением фотопластинки или другими способами — см. ниже) таким образом, чтобы изображение звезды гидирования непрерывно удерживалось в одной точке. Вспомогательный телескоп, механически связанный с основным и используемый для наблюдения за звездой гидирования, называют гидом, а сам процесс — гидированием. Вместо телескопа-гида могут применяться другие виды оптико-электронных координаторов.

## Ручное гидирование
При ручном гидировании наблюдатель удерживает выбранную опорную звезду на перекрестье гида, компенсируя её уход поворотом телескопа с помощью микрометренных винтов, вспомогательных либо основных двигателей телескопа.

## Автоматическое гидирование
Это процесс позиционирования по двум осям вращения экваториальной монтировки астрографа с использованием камеры, получающей картинку гидируемой звезды с телескопа-гида, и программы, управляющей приводами монтировки, с учётом дрейфа звезды по сенсору гидирующей камеры. Ошибки установки полярной оси монтировки, механическое несовершенство приводов монтировки приводят к смещению изображения гидируемой звезды и конечного изображения по сенсору камеры по некоторой хорде. Программа-гид оценивает микродрейф звезды и посылает команду на приводы монтировки для коррекции положения звезды на сенсоре. Гидирующая звезда выбирается как можно ближе к объекту съёмки. Гидирование не отменяет необходимость корректной установки экваториальной оси монтировки, так как в противном случае вводимые компенсации гидом будут длительными и по времени и по длине, что приведёт к смазыванию изображения снимаемого объекта. Гидирующая камера должна обладать некоторыми пиковыми характеристиками, как-то: высокий коэффициент квантовой эффективности, значительная светочувствительность и достаточный размер сенсора, позволяющий захватить максимально допустимый участок изображения неба с телескопа-гида. Как отсюда следует, гид-телескоп должен также обладать некоторыми свойствами — иметь значительную светосилу при незначительном весе. Гид жёстко крепится на тубусе астрографа или в жёсткой связке с ним, потому его масса должна быть небольшой. Незначительная подвижка гида может привести к нарушениям в коррекциях гидирования.
Кроме всех перечисленных свойств, сенсор гида необходимо соотнести по размеру его фокусного расстояния с теми же параметрами снимающего телескопа к сенсору снимающей камеры, в противном случае корректируемый дрейф по сенсору снимающей камеры будет большим, нежели по сенсору гида. Так например, при использовании сетапа на базе 1200—750 мм рефлектора и камер с кроп-фактором 1.6 (валовые зеркальные фотоаппараты), и гида на базе 60 мм искателя с гидируемым сенсором камер серии QHY, фокусное расстояние гида может быть от 40 см до 60 см.
В настоящее время астрономами-любителями успешно применяются камеры серии qhy от 5 до 12 модификации, а в качестве гидирующего телескопа оптические искатели с диаметром объектива 50 миллиметров и фокусным расстоянием 200 миллиметров, оснащённые переходником на 1,25 дюйма для установки камеры. 

## Гидирование при наблюдении за астрономическими объектами с большим собственным движением
В данном случае гидирование производится не по гидирующей звезде, а по объекту съёмки или наиболее яркому, контрастирующему участку на его поверхности. Как правило, таким образом получают снимки комет. Следует помнить, что в результате на сенсоре основной камеры происходит ротационный дрейф как самого объекта, так и окружающего его звёздного поля, поэтому выдержка кадра должна быть небольшой.

## Внеосевое гидирование
При внеосевом гидрировании часть светового потока, полученного объективом или главным зеркалом телескопа, при помощи призмы отклоняется от главной оптической оси прибора и направляется в камеру-гид.

## Местное гидирование
Большие астрографы могут иметь в своём составе Кассету Ричи — специальное приспособление, позволяющее использовать для гидирования не отдельный телескоп-гид, а оптику основной оптической трубы.